# 帕涅
帕涅（法語：Pagney，法語發音：[paɲɛ]）是法国汝拉省的一个市镇，位于该省北部，属于多勒区。

## 地理
帕涅（47°14'57"N, 5°42'9"E）面积5.99 平方千米，位于法国勃艮第-弗朗什-孔泰大區汝拉省，该省份为法国东部内陆省份，北起上索恩省，西北接科多尔省，西临索恩-卢瓦尔省，南至安省，东与杜省和瑞士接壤。
与帕涅接壤的市镇（或旧市镇、城区）包括：索尔奈、鲁方日、埃特拉博讷、雅勒朗日、维特勒。
帕涅的时区为UTC+01:00、UTC+02:00（夏令时）。

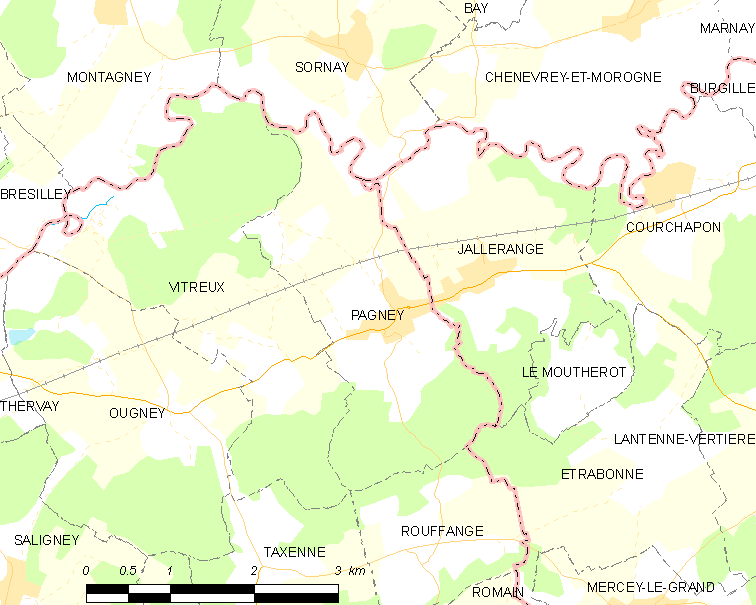
帕涅的OSM定位图

## 行政
帕涅的邮政编码为39350，INSEE市镇编码为39402。

## 政治
帕涅所属的省级选区为欧蒂姆县。

## 交通
汝拉省省道D353线和D459线在市中心交汇。

## 人口

1962-2008年间帕涅人口变化图示

帕涅于2022年1月1日时的人口数量为385人。